# Jarapaga
Jarapaga je název pro železniční viadukt v Bosně a Hercegovině. Je součástí železniční trati Sunja–Knin; nachází se na úseku trati mezi stanicemi Martin Brod a Kulen Vakuf, na 110 km trati, v bezprostřední blízkosti řeky Uny a hranice s Chorvatskem. 
Most překonává údolí potoka, který se vlévá do řeky Uny. Budován byl před vypuknutím druhé světové války v souvislosti s prodloužením trati z Bihaće údolím řeky Uny směrem ke Kninu. Stavební práce byly zahájeny roku 1936. Kamenný viadukt stojí na šesti masivních pilířích, dlouhý je 45 m. Zprovozněn byl v roce 1948, v souvislosti s dokončením celé trati. Byl poničen v závěrečných bojích války v Bosně a Hercegovině, stržen byl severní pilíř. Most byl opraven v roce 1997.